# Glen Elder (Kansas)
Glen Elder é uma cidade localizada no estado americano de Kansas, no Condado de Mitchell.

## Demografia
Segundo o censo americano de 2000, a sua população era de 439 habitantes.
Em 2006, foi estimada uma população de 390, um decréscimo de 49 (-11.2%).

## Geografia
De acordo com o United States Census Bureau tem uma área de
1,0 km², dos quais 1,0 km² cobertos por terra e 0,0 km² cobertos por água.

## Localidades na vizinhança
O diagrama seguinte representa as localidades num raio de 24 km ao redor de Glen Elder.